# Gießen
Gießen er en by i den tyske delstat Hessen med op mod 75.000 indbyggere, hvoraf 22.000 er studenter ved universitetet.
Gießen betyder at «hælde» som i hælde vand. Byen ligger ved floden Lahn omkring 50 km nord for Frankfurt og er omgivet af mange søer og floder.
Gießen opstod, da grev Vilhelm von Gleiberg byggede et slot ved bredden af floden i 1152. Historien om den nordøstlige forstad Wieseck går tilbage til 775. I 1607 blev universitetet Justus Liebig-Universität Gießen grundlagt. I 1977 blev Gießen slået sammen med nabobyen Wetzlar og dannede den nye by Lahn, men denne beslutning blev omgjort i 1979.
Under anden verdenskrig lå der en underafdeling af koncentrationslejren Buchenwald i byen. I 1944 blev byen kraftigt bombarderet, og 75 % af byen, herunder det meste af den historiske del, blev ødelagt.
- Wikimedia Commons har flere filer relateret til Gießen